# Хёрбигер, Ганс
Ганс Хёрбигер (нем. Hans Hörbiger; 29 ноября 1860, Ацгерсдорф — 11 октября 1931, Мауэр) — австрийский инженер. Известен как автор псевдонаучной космологической доктрины вечного льда, впервые изложенной в его книге «Учение о мировом льде» (Welteislehre, 1913).

## Биография
Юность провёл на родине матери в Каринтии. Посещал машиностроительную школу при Технологическом музее в Вене. После службы в армии работал чертёжником на заводе точного клапанного распределения, подрабатывал игрой на цитре. Затем работал на различных предприятиях инженером. С 1896 году владел собственным предприятием «Hörbiger-Ventil». В 1900 году открыл в Будапеште конструкторское бюро.
После распада Австро-Венгрии и начавшейся инфляции потерял своё состояние. В конце жизни основал фирму Hoerbiger & Co, существующую до сих пор.
Первым создал клапан с металлической рабочей пластиной (до этого использовалась кожа), благодаря чему многократно ускорился рабочий процесс.

## Семья
Отец актёров Пауля и Аттилы Хёрбигеров. Внучка Пауля, Мави, и дочь Аттилы, Кристиана, стали известными актрисами. Двое других сыновей Хёрбигера, помимо участия в управлении компанией, посвятили себя распространению идей отца.

## Теория ледяного мира
Теория состояла в том, что Вселенная родилась из большого куска льда. Хёрбигер утверждал также, что Землю изначально окружали 4 Луны, из которых 3 позднее упали на Землю. Незадолго до падения луна, приближаясь, своим гравитационным приливом якобы рождала расу гигантов.
Хотя теория Хёрбигера плохо согласовывалась с научными данными, она и не нуждалась в согласовании с ними, так как основывалась прежде всего на архетипах древнегерманской мифологии, на идее вечной борьбы огня и льда.
Взгляды Хёрбигера оказали значительное влияние на нацистскую расовую доктрину, учение Хёрбигера активно пропагандировалось в гитлеровской Германии. Листовка сторонников Хёрбигера провозглашала: «Гитлер расчистил политику. Ганс Хёрбигер сметает ложные науки. Символом возрождения германской науки будет доктрина вечного льда»

## Интерлингвистика

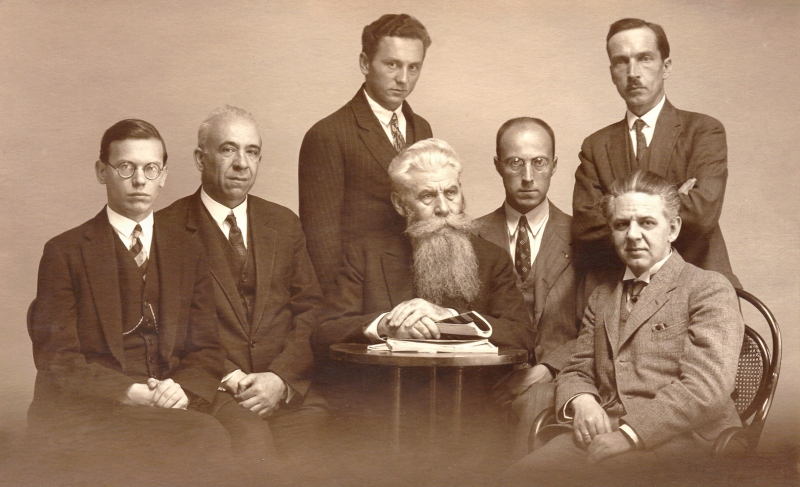
Встреча сторонников языка окциденталь в Вене, 1928 г. Хёрбигер — в центре.

Хёрбигер (как и его сын Ганс Роберт) был активным сторонником интерлингвистики. В 1920-е годы он выделил немало средств на развитие языка окциденталь и подружился с его основателем Эдгаром де Валем. На деньги Хёрбигера выпускался журнал сторонников движения Kosmoglott.

## Сочинения
- Hörbigers Glacial-Kosmogonie. Kaiserslautern : Kayser, 1913.
- Wirbelstürme, Wetterstürze, Hagelkatastrophen und Marskanal-Verdoppelungen. Kaiserslautern : Kayser, 1913.